# Zanthoxylum madagascariense
Zanthoxylum madagascariense är en vinruteväxtart som beskrevs av John Gilbert Baker. Zanthoxylum madagascariense ingår i släktet Zanthoxylum och familjen vinruteväxter. Inga underarter finns listade i Catalogue of Life.